# Роздолля (Компаніївська селищна громада)
Роздо́лля — село в Україні, в Компаніївській селищній громаді Кропивницького району Кіровоградської області. Населення становить 500 осіб. До 2020 орган місцевого самоврядування — Червоновершківська сільська рада.

## Населення
Згідно з переписом УРСР 1989 року чисельність наявного населення села становила 552 особи, з яких 238 чоловіків та 314 жінок.
За переписом населення України 2001 року в селі мешкало 500 осіб.

### Мова
Розподіл населення за рідною мовою за даними перепису 2001 року:
| Мова       | Відсоток |
| ---------- | -------- |
| українська | 95,80 %  |
| російська  | 4,00 %   |
| вірменська | 0,20 %   |